# Paralimnus rubiginosus
Paralimnus rubiginosus är en insektsart som beskrevs av Mitjaev 1967. Paralimnus rubiginosus ingår i släktet Paralimnus och familjen dvärgstritar. Inga underarter finns listade i Catalogue of Life.